# Solo Whist
Solo Whist oder kurz Solo ist eine Variante des Kartenspiels Whist, bei der die vier Spieler nicht in dauerhaften Partnerschaften zusammenspielen, sondern von Spiel zu Spiel wechselnde Allianzen bilden. Solo Whist wurde sehr gerne als Auflockerung einer Whist-Partie zwischen zwei Robbern gespielt.

## Die Regeln
Solo Whist wird wie Whist mit einem Paket zu 52 Blatt französischer Spielkarten, der sogenannten Whistkarte gespielt. Jeder Spieler erhält dreizehn Karten einzeln zugeteilt, der Teiler schlägt die letzte ihm selbst gehörige Karte zur Bestimmung der Trumpffarbe auf.
Während beim Whist nun die Vorhand, d. h. der Spieler zur Linken des Teilers, zum ersten Stich ausspielt, so eröffnet sie beim Solo Whist das Spiel mit einer der folgenden Ansagen, sie kann aber auch passen und kein Gebot abgeben.

### Die Spielansagen
Die möglichen Ansagen lauten in aufsteigender Reihenfolge:

#### Proposition („Prop and Cop“)
Mit der Ansage „Ich proponiere.“ (Prop) kündigt der Spieler an, dass er gemeinsam mit einem Partner acht Stiche erzielen wird. Möchte ein Spieler als Partner in diese Allianz eintreten, so tut er dies, sobald er an der Reihe ist zu sprechen, mit den Worten „Ich nehme an.“ (Cop).
Die Abrechnung erfolgt beim Solo Whist mithilfe von roten und weißen Spielmarken, eine rote Marke zählt fünf Punkte, eine weiße zählt einen Punkt. 
Erfüllt der Ansager mit seinem Partner diesen Kontrakt, so zahlen die beiden Verlierer an die beiden Gewinner je einen roten Chip. Macht der Ansager gemeinsam mit seinem Partner neun oder mehr Stiche, so erhält jeder der beiden für jeden Mehrstich (Overtrick) zusätzlich eine weiße Marke. D. h., machen der Ansager und sein Partner zum Beispiel zehn Stiche, so erhalten sie je einen roten Chip für die Erfüllung des Kontrakts und je zwei weiße Chips für die beiden Mehrstiche.
Können der Ansager und sein Partner den Kontrakt jedoch nicht erfüllen, so erhalten ihre Gegner jeweils einen roten Chip. Für den ersten Faller (Undertrick) ist nichts zu bezahlen, für jeden weiteren jedoch eine weiße Marke. Machen der Ansager und sein Partner zum Beispiel nur fünf Stiche, so fehlen drei Stiche zur Erfüllung des Kontrakts, d. h., es sind zwei Unterstiche zu bezahlen. Ihre Gegner erhalten somit je einen roten und zwei weiße Chips.

#### Solo
Der Ansager verpflichtet sich fünf Stiche zu erzielen, die drei anderen Spieler bilden nun eine Allianz gegen den Alleinspieler. Kann der Alleinspieler seinen Kontrakt erfüllen, so erhält er von jedem der drei Gegner zwei rote Chips, kann er seinen Kontrakt nicht erfüllen, so muss er an jeden Gegner zwei rote Chips bezahlen.
Überstiche, sowie der zweite und jeder folgende Unterstich werden wieder mit weißen Chips bezahlt: Macht der Alleinspieler zum Beispiel sieben Stiche, so erhält er von jedem Gegner zwei Überstiche ausbezahlt; macht er aber zum Beispiel nur zwei Stiche, so ist er drei Mal gefallen und hat somit an jeden Gegner zwei weiße Chips zu bezahlen.

#### Misère
Der Ansager verpflichtet sich in einem Spiel ohne Trumpffarbe keinen Stich zu machen. Gelingt ihm dies, so erhält er von jedem Gegner drei rote Chips, andernfalls muss er an jeden Spieler drei rote Chips zahlen.

#### Abondance
Der Ansager verpflichtet sich als Alleinspieler neun Stiche zu erzielen, wobei er eine Farbe seiner Wahl zur Trumpffarbe erklären darf. Der Wert dieses Spiels sind vier rote Chips; Überstiche sowie der zweite und jeder folgende Unterstich werden wieder mit einem weißen Chip bewertet.

#### Abondance royale
Die Abondance royale unterscheidet sich von der Abondance dadurch, dass der Alleinspieler die durch die letzte Karte des Teilers bestimmte Trumpffarbe akzeptiert; der Wert ist ebenfalls vier rote Chips. Die Ansage Abondance royale überbietet jedoch die einfache Abondance.

#### Misère ouverte
Bei der Misère ouverte legt der Alleinspieler, sobald er seine erste Karte zu spielen hat, sein Blatt offen auf den Tisch. Ansonsten gelten die Regeln der Misère, der Wert dieses Spiels beträgt jedoch sechs rote Chips.

#### Abondance déclarée
Die Abondance déclarée ist das höchste Gebot. Der Alleinspieler verpflichtet sich alle Stiche zu machen (Slam), er darf allerdings die Trumpffarbe selbst wählen und zum ersten Stich ausspielen. Gelingt es dem Alleinspieler alle Stiche zu erzielen, so erhält er von jedem Gegner acht rote Chips, andernfalls muss er an jeden Spieler acht rote Chips zahlen.

### Das Lizit
Nach dem Teilen beginnt die Vorhand das Lizit und nennt eine der obigen Spielweisen oder sie sagt „Ich passe.“ Jeder nachfolgende Spieler kann eine vorangegangene Ansage entweder überbieten oder passen. Ein Spieler, der einmal gepasst hat, darf sich auch später nicht mehr am Bieten beteiligen (vgl. unten). Das Lizit setzt sich solange fort, bis drei Spieler gepasst haben und eine Spielart festgestellt ist.
Wenn zu Beginn des Lizits alle vier Spieler passen oder kein Spieler eine gestellte Proposition annehmen möchte, so werden die Karten zusammengeworfen, und der Spieler zur Linken des Teilers gibt die Karten zum nächsten Spiel.

### Das Spiel
Nach Beendigung des Lizits spielt die Vorhand zum ersten Stich aus, es sei denn, es wird eine Abondance déclarée gespielt, im letzteren Fall eröffnet der Alleinspieler das Spiel. Wer einen Stich gewonnen hat, spielt zum nächsten Stich aus. So setzt sich das Spiel fort, bis alle dreizehn Stiche gespielt sind und abgerechnet werden kann. So wie beim Whist herrscht Farbzwang, aber kein Stichzwang.
Beim Solo Whist gibt es keine Partien bzw. Rubber wie beim Whist, jedes Spiel steht für sich alleine. Man spielt jedoch stets vier Spiele, damit jeder Spieler einmal die Vorhand hat.

## Ergänzungen
Vielfach wird der Vorhand das Recht eingeräumt, nach anfänglichem Passen eine Proposition eines anderen Spielers zu akzeptieren, was allerdings zu einem Problem bei einer Bietfolge wie „Pass – Pass – Proposition – Pass – Pass“ führt. An dieser Stelle könnte der nun wieder an der Reihe befindliche Spieler die Proposition seines Vis à vis annehmen wollen, und es spricht nichts dagegen, das zuzulassen. Statt nur der Vorhand zu erlauben, nach anfänglichem Passen, eine Proposition zu akzeptieren, sollte man diese Möglichkeit, wenn überhaupt, eher allen Spielern offenlassen.
Solo Whist wird abweichend von der oben angeführten Regel, vor allem in den Details der Abrechnung unterschiedlichen Variationen gespielt; die hier wiedergegebene Regel ist keinesfalls in dem Sinne verbindlich wie etwa die Regeln des Schachspiels.